# Sudesna grossa
Sudesna grossa là một loài nhện trong họ Dictynidae.
Loài này thuộc chi Sudesna. Sudesna grossa được Eugène Simon miêu tả năm 1906.